# 極道の妻たち 最後の戦い
『極道の妻たち 最後の戦い』（ごくどうのおんなたち さいごのたたかい）は、1990年公開の日本映画。主演は、岩下志麻。監督は、山下耕作。通称『極妻（ごくつま）』シリーズの第4作目。岩下版としては2作目で、1986年のシリーズ第1作『極道の妻たち』以来4年ぶりの出演となった。
本作では、関西(大阪府など)と福井県を舞台に服役中の夫の代わりに組織を守る妻・瀬上芙有の奮闘とその後出所した夫・瀬上組組長 瀬上雅之との夫婦関係の変化、及び、瀬上芙有を慕う妹分との強い絆が描かれている。
キャッチコピーは、「さよなら、戦争を忘れた男たち。」。

## あらすじ
秋、関西のヤクザ組織・川越会は5年前に中松組から分裂して以来抗争状態だったが休戦が決まり、田所亮次（中尾彬）が中松組四代目組長を襲名する。川越会傘下の瀬上組組長妻・瀬上芙有（岩下志麻）が服役中の夫・雅之（小林稔侍）の留守を預かっていた所、福井から元組長妻・伊勢夏見（かたせ梨乃）が訪れる。先の抗争で川越会を加勢した夫を中松組に殺されていた夏見は、休戦話を聞いて夫の無念を口にする。芙有は夏見の夫に組織の姐として気遣いを見せると、芙有を信頼した夏見は瀬上組で身を預かってもらうことに。
新事業を考える芙有は金貸し兼大物弁護士・市場憲章（津川雅彦）に融資を頼むが、中松組幹部と一席設けることを条件に出されたため断る。しかし芙有の力になることを望む夏見が市場に直談判して5億円の融資の許可を得ると、芙有から敦賀市(福井)での新事業の仕切りを任される。芙有と共に瀬上組組長の面会に訪れた夏見は、その場で芙有と兄弟盃を交わし瀬上組組長から夫の敵討ちを約束され胸を熱くする。敦賀で建設工事の交渉にあたる夏見だが、信頼していた夫の知人組長に裏切られて事業は頓挫してしまう。
その後、夏見は知人組長を脅すと四代目中松組組長・田所に指示されたことを知るが相手を射殺して失踪した後、芙有にそのことを伝える。翌年の春、刑期を終えて瀬上組に戻ってきた瀬上組長は組員や妻たちから出所祝いをされ、芙有も久しぶりに楽しいひと時を過ごす。その矢先入院中だった川越会会長（須賀不二男）の臨終に立ち会った瀬上夫妻は川越会の将来を託され、瀬上組長は「中松組を潰します」と応える。川越会と中松組の間を行き来して腹の探り合いを楽しむ市場は、田所が会長と夫妻との臨終の会話を聞きつけたことを芙有に伝える。
5月のある日、突然マスコミの前で会見を開いた瀬上組長は「中松組との戦争を終わらせるため」と瀬上組の解散宣言をする。その会見をテレビで見ながらほくそ笑む四代目中松組組長・田所のもとに電話をかけた市場は、「瀬上は“がん”みたいなもの。取り除くべき」と発破をかける。同じく会見を見た芙有は、帰宅後、瀬上に真意を尋ねると四代目中松組組長・田所から中松組最高顧問の役職を提案されたことを打ち明けられる。田所を疑う芙有は、瀬上に面会時の夏見との約束を思い出させて目を覚まさせようとするが、瀬上は聞く耳を持たない。
6月、夫の仇を取ることを決めた夏見は四代目中松組組長・田所が訪れた高級クラブで田所に銃を向けるが、中松組組員に射殺されてしまう。夏見の遺体と対面した芙有は夏見と交わした兄弟盃を譲り受け、姐として敵討ちを引き継ぐことを心に誓う。瀬上は田所に騙されたことにようやく気付くが、芙有は泥酔するだけで中松組に戦争を仕掛けない瀬上に愛想を尽かし別れを告げる。その後、瀬上組は解散状態となるが夏見との約束を果たしに、芙有は最後まで自身を慕う若手組員たちと共に四代目中松組組長・田所のもとに向かうのだった。

## キャスト
瀬上芙有（せがみ ふゆ）
演 - 岩下志麻
大阪市北区天満で組を構える。瀬上組組長の妻。瀬上が刑務所暮らしとなったこの5年間組長代行として組を引っ張ってきた。地上げ屋や整理屋で組の利益を増やすことに秀でており、組が所有する土地建物は約50億円とされる。組員及び家族思いの義理堅い性格で、自宅の仏間には過去に死んだ組員たちの位牌を祀り時々手を合わせている。家族は瀬上だけで子供はいない。酒好きでバッグの中に酒の入ったスキットルを携帯していたり、作中の様々なシーンで洋酒、日本酒を色々と飲んでいる。
伊勢夏見
演 - かたせ梨乃
福井県のヤクザ組織の組長の元妻。美浜の生まれ。川越会と中松組の抗争が始まった5年前に川越会の応援に駆けつけた夫を中松組に殺されたため、四代目となった田所を憎み始める。夫の位牌を祀る芙有の心意気に惹かれ、芙有の妹分となる。芙有への忠誠心が強く、また亡き夫への愛情も深く夫の遺骨の欠片を入れたペンダントを身につけている。瀬上組の一員として仕事をしながら、中松組に夫を殺された恨みを田所に晴らす機会をうかがう。
瀬上雅之
演 - 小林稔侍
瀬上組組長。芙有の夫。“天満の虎”の異名を持つ。冒頭では、5年間の懲役を喰らい刑務所暮らしをしており出所まであと半年という状態。その後出所が近くなった頃に岡山県の刑務所に移される。昔気質の古い任侠で、ヤクザが株の売買やビルを所有することに否定的で、「賭けゴルフは、博打じゃない。邪道や」との考えも持っている。喧嘩は真っ向勝負で筋の通らない話は嫌いで女がヤクザの政治に口を突っ込むことも嫌いなため、芙有が政治に意見することもあまり良く思っていない。

### 芙有、夏見と関わる主な人たち
田所亮次
演 - 中尾彬
冒頭で中松組四代目組長を襲名する。中松組と川越会は、分裂した当初は五分五分の勢力だったが現在は川越会の10倍の規模になった。瀬上とは表向きは兄弟分として親しくしているが、裏では様々な方法で瀬上組の邪魔になることを企んでいる。慎重派な性格で自身と親しい人にもあまり手の内を見せない。その後クラブで知り合った志織を気に入りダイヤの指輪を贈る。
市場憲章
演 - 津川雅彦
ヤクザ専門の大物弁護士兼ヤクザ組織の金庫番。婚歴があるかは不明だが現在は独身。過去に中松組の三代目に拾われたことが縁でヤクザ専門の法律相談及び金貸しとなり私服を肥やしてきた。現在は派閥を超えて様々な組長や将来性のある幹部と交流しながら、裏では自分が一番得するように駆け引きしている。以前から瀬上がいることを知りながら芙有に惚れているが、基本的に女好きな性格で芙有以外にもいい女に出会うとすぐにちょっかいを出している。
植木志織
演 - 石田ゆり子
夏見の実妹。ただし戸籍上親類の養女となったため夏見とは姓は異なる。ヤクザとは無縁の生活をしており、現在は福井にある大学の学生課職員として働く。一見すると素直で清楚な感じだが、意外と率直に物を言ったり時には思い切った行動を取ることがある。夏見との姉妹仲は悪くないがヤクザを嫌っているため、姉が極道の妻となったことをあまり快く思っていない。前々から都会暮らしに憧れており。その後、大阪に移り住み高級クラブのコンパニオンのバイトを始め、後日偶然夏見と再会する。
根津豊
演 - 哀川翔
冒頭で中松組の関係先と間違えて瀬上組組事務所に“ガラス割り”をし、夏見と共に謝罪に訪れたことで瀬上組の一員となる。夏見の夫の死により組は解散したが1人だけ残り、車中泊しながら夏見を支えてきた。志織に好意を寄せており、夏見から要件を頼まれて志織に会いに時々福井に行くようになる。男気はあるが意地っ張りで気が短い性格で少々おっちょこちょいな所がある。

### 瀬上組
南部武将
演 - 磯部勉
瀬上組幹部もしくは若頭。組員のリーダー的ヤクザ。組長代行の芙有の秘書兼ボディガードのように外出時によく行動を共にしている。小学校低学年ぐらいの娘がおり、瀬上の出所祝いに連れてくる。
朽植雄三
演 - 椎谷建治
瀬上組中堅組員。敦賀の新事業を始めた夏見の補佐を務め、建設業者との交渉などに付き添う。
高木照男
演 - 西村和彦
瀬上組の若い組員。威勢が良く血気盛んなヤクザだが、基本的に明るくて親しみやすい性格。冒頭で組預かりになった豊の兄貴分として面倒を見るようになる。
高木真一
演 - 緒形幹太
瀬上組の若い組員。冒頭で豊が起こしたガラス割りに驚きアツアツのコーヒーを股間に浴びたのを「腹から血が流れて死にそうや」と勘違いする。いつも照男と行動をともにしている。

### その他の主なヤクザたち
光石和義
演 - 品川隆二
夏見の夫と兄弟分のヤクザ。敦賀市在住。夏見の夫について「生きていれば北陸のヤクザ組織を束ねるはずだった男」とその死を悼み、芙有から新しく始める事業を任された夏見に支援する言葉をかける。しかし、その後田所にそそのかされて夏見を裏切り、能登(石川県)でゴルフコンペを開いて北陸組織の他の組長たちと親睦を深めた後、北陸同志会を結成する。
川越清市
演 - 須賀不二男
川越会会長。以前から何らかの重い病気のため病院で入院中。ちなみに冒頭の川越会の休戦するかどうかの決議では芙有と自身の2人だけが反対を投じた。瀬上が出所した翌日、芙有と共に見舞いに訪れるが川越会の将来を2人に頼んだ後帰らぬ人となる。
宗城博友
演 - 平泉成
川越会幹部の中でも中心的存在の1人。冒頭の川越会の最高幹部会で色々と段取りを他の幹部に指示する。瀬上と親しくしており一緒にゴルフをするなどしている。休戦状態となってからは、中松組の紺屋との会食で瀬上の出所後の処遇を悪いようにしないよう頼む。芙有の事業家としての腕を高く評価している。
空地丈太郎
演 - 曽根晴美
川越会幹部。休戦状態となった中松組の紺屋との会食で、出所後の瀬上を中松組最高顧問の役職を与えることを提案する。
紺屋基和
演 - 浜田晃
中松組本部長。中松組の幹部たちと市場と高級クラブで集まり、瀬上の出所後の今後について対策を練る。その後、市場から「田所の次は紺屋の時代が来る」と期待されるようになる。
寺沢耕造
演 - 三上真一郎
中松組幹部。市場をゲストに迎えた田所主催のゴルフコンペに泊りがけで参加し、田所にごまをする光石をからかう。
役名不明
演 - 内田稔
中松組と関わるベテランヤクザ。冒頭の中松組四代目襲名式の媒酌人として場を仕切り、田所の人となりを出席者に簡単に紹介する。

### その他
大学職員
演 - 中野英雄
志織の職場の上司か先輩職員。ある日勤務中の志織が慌ただしく事務室を出ていこうとするのを止めようとするが、「うるさい」と一喝されて驚く。
桜井弁護士
演 - 菅貫太郎
破産会社の代理人。山久商事の債権者集会で債権者に会社の残った資産や回収できる配当について説明するが、債権者たちから食って掛かられる
柳井涼子（やない りょうこ）
演 - 森永奈緒美
高級クラブのホステス。破綻した山久商事の債権者。債権者集会に出席し、「700万円も損害が出た」と社長代理人に憤る。この事を根に持ち、その後腹いせに芙有の夫と知った上で瀬上組長と不倫関係となりマンションを購入してもらう。
歌手（中村美律子・本人役）
演 - 中村美律子
高級クラブのゲスト歌手。店でディナーショーを開き一般客や田所たちの前で持ち歌を歌唱する。
常松清七
演 - 野口貴史
岡城吉
演 - 南雲勇助

## スタッフ
- 原作 - 家田荘子（文芸春秋刊）
- 監督 - 山下耕作
- 脚本 - 高田宏治
- 企画 - 日下部五朗
- プロデューサー - 奈村協、天野和人
- 撮影 - 木村大作
- 照明 - 増田悦章
- 美術 - 井川徳道
- 編集 - 市田勇
- 録音 - 伊藤宏一
- 整音 - 荒川輝彦
- 記録 - 田中美佐江
- 監督補 - 鈴木秀雄
- 装置 - 梶谷信男
- 装飾 - 極並浩史
- 背景 - 西村三郎
- 衣裳 - 宮川信男
- 美粧 - 田中利男
- 結髪 - 山田真佐子
- 助監督 - 長岡鉦司、石川一郎
- 音響効果  - 堀池美夫、栗山日出登
- 擬斗 - 菅原俊夫
- 衣裳コーディネーター - いちだぱとら
- スタイリスト - 市原みちよ、金丸照美
- ヘアメイク - 小島大誠（岩下志麻担当）早藤みちよ（かたせ梨乃担当）村上景子（石田ゆり子担当）
- 刺青 - 毛利清二
- 方言指導 - 定田泰盛、田原美紀、稲田弘子
- 火薬効果 - ブロンコ
- 劇用車 - 小野順一
- スチール - 中山健司
- 企画協力 - 湯山雄介（青年企画）
- キャスティング - 葛原隆康
- 音楽 - 津島利章
- 進行主任 - 長岡功
- 協力 - 鈴之屋、京セラ・クレサンベール
- 衣裳協力 - PoopMcMin、ボウズ、アン・ルセット、イタリヤード株式会社、アトリエ・石坂、ジュネビビアン、himico、ユキベルファム、イブドール、Shin PASHU、MARIKO KOHGA ART、セビロセステムズ東京花菱、株式会社マルウナカムラ、株式会社ガレーヂ

## 劇中歌
- 「OUTSIDER」

作詞・作曲：青木秀一 編曲：NIGHT HAWKS 唄：NIGHT HAWKS（CBS/SONY RECORDS）
夏見が市場の邸宅に訪れるシーンで流れる。
- 「七つの子」

作詞：野口雨情 作曲：本居長世
瀬上の出所祝いの席で芙有と幹部の娘である幼い女の子と2人で歌う。
- 「四万十川の宿」

作詞：ながたよしお 作曲：富田梓仁 編曲：かみたかし 唄：中村美律子（TOSHIBA EMI）
高級クラブにゲスト歌手として呼ばれた中村美律子が店内ステージで歌う。
- 「大阪情話～うちと一緒になれへんか」

作詞：もず唱平 作曲：聖川湧 編曲：池多孝春 唄：中村美律子（TOSHIBA EMI）
上記に続いて中村がこの曲を歌いながら各テーブルを周る。

## エピソード
- 1990年の東映ラインアップでは『極道の妻たち 完結篇』と印刷されていた[1]。東映では"完結篇"というタイトルは大入りにならないというジンクスがあり、急遽サブタイトルを最後の戦いに変更した[1]。
- 20歳時の石田ゆり子が、素朴で可愛らしい容姿ながら、小気味よい悪女ぶりを見せる[6][7][8]。女性が主人公の映画らしく、製作発表会見も岩下志麻が真ん中に座り、両隣はかたせと石田が坐った[7]。また哀川翔は東映Vシネマ付く直前の出演。
- 1990年4月2日クランクイン、5月16日クランクアップ[7]。